# Jon Ramon Aboitiz
Jon Ramon Aboitiz Meléndez (26 de abril de 1948 – 30 de noviembre de 2018) fue un empresario hispanofilipino, presidente de la compañía Aboitiz & Company Inc. (ACO) y de Aboitiz Equity Ventures (AEV).

## Biografía
Aboitiz era hijo de Eduardo J. Aboitiz y Francisca M. Meléndez. Su abuelo paterno era Ramon Aboitiz, hijo de Paulino Aboitiz, fundador del Grupo Aboitiz a finales del siglo XIX.
Comenzó en el Grupo Aboitiz en 1970 después de graduarse en Comercio en la Universidad de Santa Clara, California. Se puo dirigir el departamento de Aboitiz Shipping Corporation en 1976. De 1991 a 2008, fue presidente y CEO de Aboitiz & Company y de 1994 a 2008, presidente del Aboitiz Equity Ventures. Otros cargos que ocupó fueron el de CEO de Davao Light & Power Co., Inc., jefe de Visayan Electric Company (VECO) y de Aboitiz Jebsen Bulk Transport Corporation; y director de International Container Terminal Services, Inc. (ICTS), Bloomberry Resorts Corporation, Hapag-Lloyd Philippines, Cotabato Ice Plant Inc. and Bukidnon Hydropower Corporation.
Aboitiz moriría el 30 de noviembre de 2018 a los 70 años a causa de un cáncer.